# Titularbistum Castellum Iabar
Castellum Iabar (ital.: Castello Jabar) ist ein Titularbistum der römisch-katholischen Kirche.
Es geht zurück auf einen untergegangenen Bischofssitz in der gleichnamigen antiken Stadt, die in der römischen Provinz Mauretania Caesariensis lag. 
| Titularbischöfe von Castellum Iabar |                       |                                        |                  |                   |
| Nr.                                 | Name                  | Amt                                    | von              | bis               |
| 1                                   | Honorato Piazera SCI  | Koadjutorbischof von Lages (Brasilien) | 12. Februar 1966 | 17. November 1973 |
| 2                                   | João Miranda Teixeira | Weihbischof in Porto (Portugal)        | 13. Mai 1983     |                   |